# Filippo Medri
Filippo Medri (Cesena, 23 agosto 1971) è un allenatore di calcio ed ex calciatore italiano, di ruolo difensore.

## Carriera

### Giocatore
Difensore centrale, dopo essere cresciuto nel settore giovanile del Cesena approda prima al Fano per poi tornare nella compagine bianconera per quattro stagioni in Serie B, campionato nel quale in seguito ha collezionato 156 presenze (con una rete), oltre a 147 (con una rete) in Serie C1 e a 39 (con 5 reti) Serie C2.

### Allenatore
Appesi gli scarpini al chiodo, ha iniziato ad allenare le formazioni giovanili del Cesena, precisamente gli allievi regionali e dal 2008 gli allievi nazionali. Nell'estate 2012 diventa allenatore del Romagna Centro, già Polisportiva Martorano, nel campionato di Eccellenza, poi San Marino.
All'inizio del 2020, durante la stagione 2019-2020, viene nominato allenatore in seconda del Cesena, entrando così nello staff del neoassunto William Viali.

## Statistiche

### Statistiche da allenatore
Statistiche aggiornate al 31 marzo 2018.
| Stagione              | Squadra               | Campionato            | Campionato | Campionato | Campionato | Campionato | Coppe nazionali | Coppe nazionali | Coppe nazionali | Coppe nazionali | Coppe nazionali | Coppe continentali | Coppe continentali | Coppe continentali | Coppe continentali | Coppe continentali | Altre coppe | Altre coppe | Altre coppe | Altre coppe | Altre coppe | Totale | Totale | Totale | Totale | % Vittorie | Piazzamento |
| Stagione              | Squadra               | Comp                  | G          | V          | N          | P          | Comp            | G               | V               | N               | P               | Comp               | G                  | V                  | N                  | P                  | Comp        | G           | V           | N           | P           | G      | V      | N      | P      | %          | Piazzamento |
| --------------------- | --------------------- | --------------------- | ---------- | ---------- | ---------- | ---------- | --------------- | --------------- | --------------- | --------------- | --------------- | ------------------ | ------------------ | ------------------ | ------------------ | ------------------ | ----------- | ----------- | ----------- | ----------- | ----------- | ------ | ------ | ------ | ------ | ---------- | ----------- |
| 2012-2013             | Romagna Centro        | Ecc.                  | 32         | 19         | 8          | 5          | CI-Ecc.         | 4               | 2               | 0               | 2               | -                  | -                  | -                  | -                  | -                  | -           | -           | -           | -           | -           | 36     | 21     | 8      | 7      | 58,33      | 1º (prom.)  |
| 2013-2014             | Romagna Centro        | D                     | 34         | 21         | 3          | 10         | CI-D            | 2               | 1               | 0               | 1               | -                  | -                  | -                  | -                  | -                  | -           | -           | -           | -           | -           | 36     | 22     | 3      | 11     | 61,11      | 5º          |
| 2014-2015             | Romagna Centro        | D                     | 38+1       | 8+1        | 13         | 17         | CI-D            | 2               | 1               | 1               | 0               | -                  | -                  | -                  | -                  | -                  | -           | -           | -           | -           | -           | 41     | 10     | 14     | 17     | 24,39      | 17º         |
| Totale Romagna Centro | Totale Romagna Centro | Totale Romagna Centro | 105        | 49         | 24         | 32         |                 | 8               | 4               | 1               | 3               |                    |                    |                    |                    |                    |             |             |             |             |             | 113    | 53     | 25     | 35     | 46,90      |             |
| 2015-2016             | San Marino            | D                     | 38+1       | 17         | 14         | 7+1        | CI-D            | 1               | 0               | 0               | 1               | -                  | -                  | -                  | -                  | -                  | -           | -           | -           | -           | -           | 40     | 17     | 14     | 9      | 42,50      | 4º          |
| lug.-ott. 2016        | San Marino            | D                     | 7          | 1          | 2          | 4          | CI-D            | 1               | 0               | 0               | 1               | -                  | -                  | -                  | -                  | -                  | -           | -           | -           | -           | -           | 8      | 1      | 2      | 5      | 12,50      | Eson.       |
| dic. 2017-2018        | San Marino            | D                     | 18         | 9          | 3          | 6          | CI-D            | -               | -               | -               | -               | -                  | -                  | -                  | -                  | -                  | -           | -           | -           | -           | -           | 18     | 9      | 3      | 6      | 50,00      | Sub., 7º    |
| Totale San Marino     | Totale San Marino     | Totale San Marino     | 64         | 27         | 19         | 18         |                 | 2               | 0               | 0               | 2               |                    |                    |                    |                    |                    |             |             |             |             |             | 66     | 27     | 19     | 20     | 40,91      |             |
| Totale carriera       | Totale carriera       | Totale carriera       | 169        | 76         | 43         | 50         |                 | 10              | 4               | 1               | 5               |                    |                    |                    |                    |                    |             |             |             |             |             | 179    | 80     | 44     | 55     | 44,69      |             |

## Palmarès

### Allenatore

#### Competizioni regionali
- Eccellenza: 1

Romagna Centro: 2012-2013